# Хохшильд, Карл Фредрик Лотариус
Фрайгерр Карл Фредрик Лотариус Хохшильд (швед. Carl Fredrik Hochschild; 13 сентября 1831, Копенгаген, Дания — 12 декабря 1898, лен Сконе, Швеция) — шведский государственный деятель, политик, дипломат, министр иностранных дел Швеции (19 апреля 1880 — 25 сентября 1885). Член парламента Швеции.

## Биография
Сын дипломата барона Карла Хохшильда. Изучал право в Лундском университете. Бо́льшую часть молодости провёл со своим отцом в европейских столицах, у которого изучал навыки дипломатии, её нормативную систему и методы работы. Испытал на себе либеральные революционные идеи 1848 года.
В 1859—1866 годах — член риксдага, в 1877—1886 — депутат Первой палаты риксдага Швеции.
В 1866—1876 годах был послом в Лондон.
В 1880—1885 годах занимал пост министра иностранных дел Швеции.
В 1887 году был назначен председателем правления Всеобщей экспортной ассоциации Швеции.

## Награды
Швеции
- Орден Полярной звезды рыцарский крест (28 января 1862)
- Орден Полярной звезды командорский крест (3 июля 1866)
- Орден Полярной звезды большой командорский крест (27 мая 1871)
- Орден Серафимов (1 октября 1881)
- Орден Карла XIII (28 января 1891)

Иностранные
- Кавалер ордена Святого Маврикия и Лазаря (1862)
- Орден Красного Орла I степени (1866)
- Великий офицер ордена Леопольда I (1878)
- Ордена Церингенского льва (1881)
- Большой крест ордена Святого Олафа (1880)
- Орден Почётного легиона (трижды)
- Орден Османие 1 степени (1882)
- Большой крест Ордена Святого Карла (1884)
- Большой крест с цепью ордена Карла III (1885)